# Zwei Waisen im Sturm

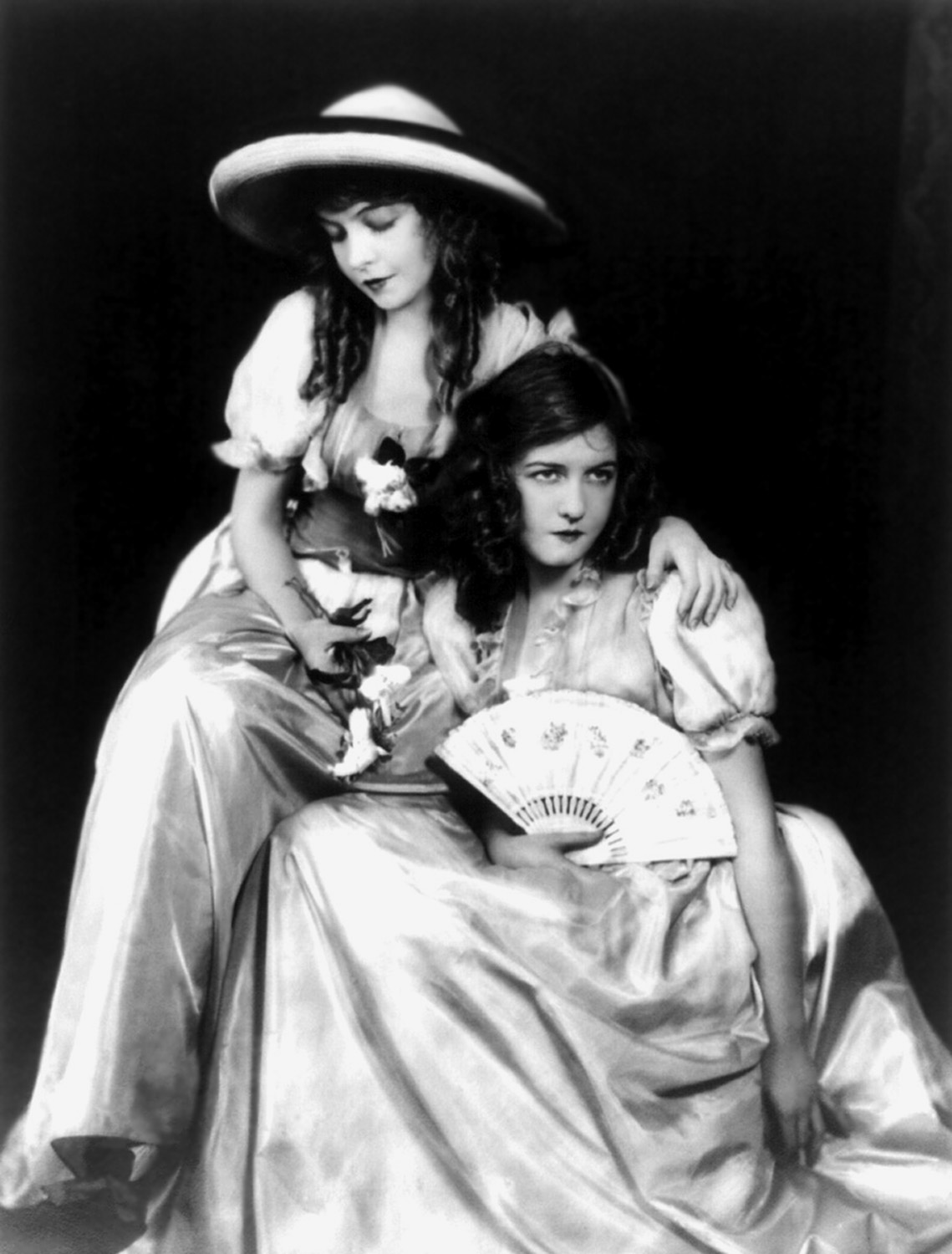
Lilian und Dorothy Gish

Zwei Waisen im Sturm (im deutschsprachigen Raum zur Zeit der Erstaufführung auch Zwei Waisen im Sturm der Zeit) ist ein US-amerikanisches Filmdrama des Regisseurs David Wark Griffith aus dem Jahr 1921. Es spielt in der Zeit der Französischen Revolution.

## Handlung
Der Film spielt im Frankreich des 18. Jahrhunderts. Louise, das uneheliche Kind eines Adeligen, wird von diesem vor einem Kirchengebäude ausgesetzt. Der arme Bauer Girard, selbst Vater einer kleinen Tochter namens Henriette, findet das Mädchen und nimmt es mit nach Hause. Louise und Henriette wachsen wie Schwestern auf.
Als beide Eltern an der Pest sterben und Louise erblindet, reist sie gemeinsam mit Henriette nach Paris, da sie sich dort Heilung verspricht. Die Französische Revolution bricht aus und Henriette wird vom Marquis de Praille entführt. Der Chevalier de Vauldrey kommt ihr zwar zur Hilfe, wird aber als Adeliger zum Tode verurteilt. Auch Henriette droht die Hinrichtung durch die Guillotine. Im letzten Moment wird sie von Danton, einem Revolutionär, gerettet, dessen Plädoyer gegen das Blutvergießen den Film beendet.

## Hintergrund
Zwei Waisen im Sturm basiert auf dem Theaterstück Les deux orphelines (Die zwei Waisen) von Adolphe d’Ennery und Eugène Cormon. David Wark Griffith schrieb das Drehbuch unter seinem Pseudonym Gaston de Tolignac.
Der Film war die letzte von insgesamt 42 Zusammenarbeiten zwischen dem Regisseur Griffith und der Schauspielerin Lillian Gish innerhalb von zehn Jahren.
Die Dreharbeiten waren aufwändig. Die Kulisse umfasste unter anderem eine 57.000 Quadratmeter große Rekonstruktion des historischen Paris. Aus Frankreich ließ Griffith 25 Tonnen Requisiten importieren. Trotz der hohen Produktionskosten wurde Zwei Waisen im Sturm ein kommerzieller Erfolg. Die Premiere fand am 28. Dezember 1921 statt. In Deutschland wurde der Film im März 1923 uraufgeführt.
Wie schon in Intoleranz und anderen seiner Werke stellt Griffith in Zwei Waisen im Sturm Verbindungen zwischen historischen und zeitgenössischen Ereignissen her. Die Situation während der Französischen Revolution stellt eine Allegorie auf die Oktoberrevolution, den Aufstieg des Bolschewismus und den Klassenkampf im frühen 20. Jahrhundert dar.

## Kritik
Das Lexikon des internationalen Films vermerkt positiv: „Melodramatischer Stummfilmklassiker, angelegt als soziales Sittengemälde, der das Leiden des einfachen Volkes ebenso beschreibt wie das Wüten der sich verselbständigenden Revolution. Die restaurierte Fassung des Stummfilms besticht durch optische Brillanz und kräftigen Viragen und ist mit einer adäquaten neuen Musik unterlegt.“ Auch Prisma findet lobende Worte: „Ein Drama mit der hervorragend aufspielenden Lilian Gish von David Wark Griffith. Der Film bot Griffith die Gelegenheit, ein bitteres Porträt der Dekadenz des Ancien Régimes zu zeichnen und die historischen Ereignisse der Französischen Revolution zu dramatisieren, vor allem auch in ihrer Perversion, der Guillotine, die er in spektakulären Massenszenen inszenierte.“
Die zeitgenössischen Kritiken waren gespalten:

„Ein Drama aus der französischen Revolution, in 2 Teilen. Behandelt die abenteuerlichen Schicksale zweier verwaister Mädchen, die aus der Provinz nach Paris kommen und dort zuerst in den Strudel des Lebens, dann in den Wirren der Revolution hineingezogen werden. Die beiden Waisen werden von Lilian und Dorothy Gish dargestellt. Den Helden des Stückes, den eleganten, gutherzigen Gaston de Linières, mimt Schildkraut jun. Trotz mancher Vorzüge hat Griffiths amerikanische Regie das französische Kolorit nicht recht getroffen. Die alte Fochard, welche die blinde Luise als Bettelkind auf der Straße benützt und bei sich zu Hause quält, ist unnötigerweise von solcher abstoßenden Häßlichkeit, daß man gar nicht hinsehen will, solange diese Person auf der Leinwand erscheint.“

„Ein großer amerikanischer Ausstattungsfilm, inszeniert von dem berühmten Regisseur D. W. Griffith, mit den schönen Schwestern Lilian und Dorothy Gish und Josef Schildkraut in den Hauptrollen. Dieser Film ist einer der besten und prunkvollsten des beliebten Regisseurs und hatte überall größten Erfolg.“